# Anders Schöllin
Anders Schöllin, född 25 maj 1815 i Sköllersta socken, död 19 oktober 1866 i Näsby socken, Västmanlands län, var en svensk organist och amatörorgelbyggare.
Han var organist och amatörorgelbyggare i Näsby.

## Lista över orglar
- 1852 Näsby kyrka (ett mindre orgelverk som ställdes upp 1853 i kyrkan)